# Perconia baeticaria
Perconia baeticaria är en fjärilsart som beskrevs av Jules Pièrre Rambur 1866. Perconia baeticaria ingår i släktet Perconia och familjen mätare. Inga underarter finns listade i Catalogue of Life.